# Вільям Вестморленд
Ві́льям Чайлдс Ве́стморленд (англ. William Childs Westmoreland; *26 березня 1914, Саксон, Південна Кароліна — †18 липня 2005, Чарлстон, Південна Кароліна)  — американський воєначальник, генерал, начальник штабу Армії США (1968—1972), командувач збройних сил США під час В'єтнамської війни (1964—1968).

## Біографія
Військова кар'єра
- 12 червня 1936 — другий лейтенант
- 12 червня 1939 — перший лейтенант
- 1 лютого 1942 — майор (тимчасове військове звання)
- 25 вересня 1942 — підполковник (тимчасове військове звання)
- 28 червня 1944 — полковник (тимчасове військове звання)
- 12 червня 1946 — капітан
- 15 липня 1948 — майор
- 7 листопада 1952 — бригадний генерал (тимчасове військове звання)
- 7 липня 1953 — підполковник
- червень 1961 — полковник
- 14 липня 1962 — бригадний генерал
- 20 травня 1963 — генерал-майор
- 31 липня 1963 — генерал-лейтенант
- 1 серпня 1964 — генерал

Вільям Чайлдс Вестморленд народився 26 березня 1914 року в містечку Саксон, в окрузі Спартанберг, штату Південна Кароліна, в родині Євгенії Теллі Чайлдс і Джеймса Ріплі Вестморленда. Після річного навчання у Цитаделі, військовому коледжі для юнаків у Чарлстоні в 1932 році за номінацією сенатора Джеймса Ф. Бірнса, друга сім'ї, Вільям був обраний до подальшого навчання до Військової академії Сполучених Штатів. Вестморленд був членом видатного класу Вест-Пойнту, до якого також входили Крейтон Абрамс і Бенджамін О. Девіс-молодший. Вестморленд закінчив навчання як «перший капітан» — найвищий кадетський ранг — і отримав меч Першинга, який «вручається кадету з найвищим рівнем військової підготовки».

### Військова кар'єра
У 1936 році після закінчення Вест-Пойнта Вестморленд став офіцером-артилеристом і продовжив службу у 18-му полку польової артилерії у Форт-Сілл. У 1939 році він отримав звання першого лейтенанта, після чого був призначений командиром батареї, і надалі — офіцером штабу батальйону 8-го полку польової артилерії в Шофілд Барракс, Гаваї.
Під час Другої світової війни Вестморленд брав участь у бойових діяв, діючи у складі 34-го дивізіону польової артилерії 9-ї піхотної дивізії. Бився у Тунісі, на Сицилії, де командував 34-м піхотним батальйоном. Надалі, коли 9-ту дивізію перекинули на Західноєвропейський театр війни, діяв на території Франції та Німеччини. Дослужився до тимчасового військового звання полковника, а 13 жовтня 1944 року був призначений начальником штабу 9-ї піхотної дивізії.
Після завершення війни Вестморленд продовжив службу в лавах армії США. У 1946 році пройшов повний курс навчання десантників у повітрянодесантній школі армії. Потім він командував 504-м парашутно-десантним полком 82-ї повітрянодесантної дивізії. З 1947 по 1950 рік він був начальником штабу 82-ї повітрянодесантної дивізії. З 1950 по 1951 рік — інструктор Командно-штабного коледжу армії. Потім у 1951 році закінчив Воєнний коледж армії, а з 1951 по 1952 рік був викладачем у цьому коледжі.
В листопаді 1952 року у віці 38 років Вестморленд був підвищений до бригадного генерала, ставши одним з наймолодших генералів армії США в післявоєнний час. З 1952 по 1953 рік він брав участь у бойових діях в Південній Кореї, командуючи 187-ю повітряно-десантною бойовою групою. З 1953 по 1955 рік, після повернення до США, Вестморленд був заступником помічника начальника штабу з персоналу G-1 штабу Армії.
З 1955 по 1958 рік, після завершення Корейської війни, Вестморленд був секретарем Генерального штабу армії США. З 1958 по 1960 рік він командував 101-ю повітрянодесантною дивізією. З 1960 по 1963 рік він був суперінтендантом Військової академії США. У липні 1963 року отримав звання генерал-лейтенанта, а з 1963 по 1964 рік був командиром XVIII повітрянодесантного корпусу.
В 1963 році генерал Вестморленд був відряджений до В'єтнаму. У січні 1964 року він став заступником командувача Військового командування В'єтнаму (MACV), зрештою змінивши в червні генерала Пола Д. Гаркінса на посаді командувача усіма американськими військами, що перебували на той час у В'єтнамі. У квітні міністр оборони Роберт Макнамара сказав президенту Ліндону Б. Джонсону, що Вестморленд є «найкращим, що у нас є, без сумніву». Як голова MACV, він був відомий широко розрекламованими позитивними оцінками військових перспектив США у В'єтнамі. Проте з часом посилення комуністичних бойових сил на Півдні призвело до регулярних запитів про збільшення чисельності військ США з 16 000, коли він досяг піку в 535 000 у 1968 році, коли генерал Вестморленд був призначений на посаду начальника штабу армії.
Поворотним моментом війни у В'єтнамі став Тетський наступ, що розпочався 31 січня 1968 року, під час якого комуністичні сили атакували міста по всьому Південному В'єтнаму. У той час Вестморленд був зосереджений на битві при Ке-Сані і вважав наступ Тет відволікаючим маневром В'єтконга та північно-в'єтнамської армії.
У червні 1968 року Вестморленд був замінений генералом Крейтоном Абрамсом, рішення було оголошено незабаром після Тетського наступу в'єтнамців. Хоча це рішення було прийнято наприкінці 1967 року, у засобах масової інформації його широко розглядали як покарання командувачу за те, що наступ комуністичних сил розпочався зненацька і застав американські війська неготовими.
З 1968 по 1972 рік Вестморленд обіймав посаду начальника штабу армії Сполучених Штатів. У 1970 році, будучи начальником штабу, у відповідь на різанину в Сонгмі, влаштовану американською армією і подальше приховування командуванням армії інциденту, він призначив розслідування, яке провело всеосяжне та прискіпливе дослідження ролі армійського керівництва під час війни у В'єтнамі, що продемонструвало серйозне порушення дотримання офіцерського кодексу «Обов'язок, честь, країна».
Вільям Вестморленд помер 18 липня 2005 року у віці 91 року в будинку престарілих єпископа Гадсдена в Чарлстоні, Південна Кароліна. Протягом останніх років свого життя мав хворобу Альцгеймера. 23 липня 2005 року похований на кладовищі Вест-Пойнт, Військова академія США.